# 圣瑞斯特拉庞迪
圣瑞斯特拉庞迪（法語：Saint-Just-la-Pendue，法語發音：[sɛ̃ ʒy(st) la pɑ̃dy]）是法国卢瓦尔省的一个市镇，位于该省东部偏北，属于罗阿讷区。

## 地理
圣瑞斯特拉庞迪（45°53'39"N, 4°14'35"E）面积19.88 平方千米，位于法国奥弗涅-罗讷-阿尔卑斯大区卢瓦尔省，该省份为法国中南部省份，北起顺时针与索恩-卢瓦尔省、罗讷省、伊泽尔省、阿尔代什省、上盧瓦爾省、多姆山省和阿列省接壤。
与圣瑞斯特拉庞迪接壤的市镇（或旧市镇、城区）包括：富尔诺、比西耶尔、希拉西蒙、冈河畔克鲁瓦泽、内龙德、讷利斯、冈河畔圣科隆布、圣马塞尔德费利讷。
圣瑞斯特拉庞迪的时区为UTC+01:00、UTC+02:00（夏令时）。

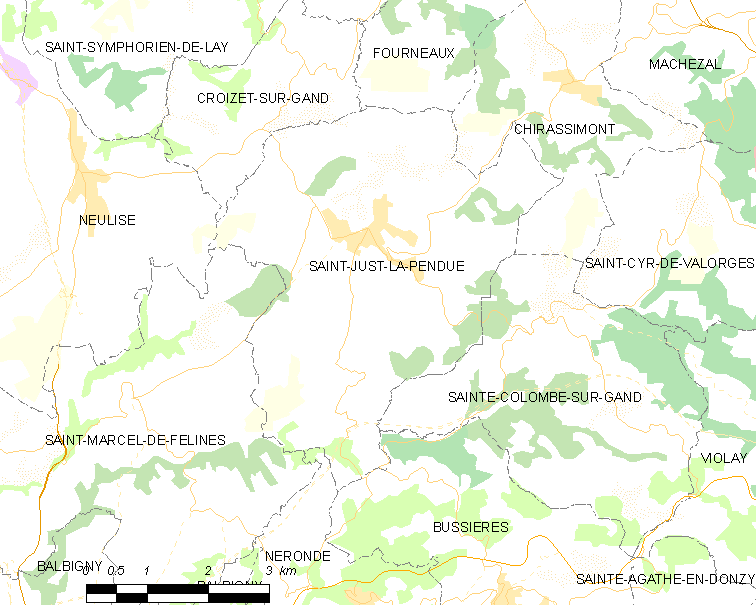
圣瑞斯特拉庞迪的OSM定位图

## 行政
圣瑞斯特拉庞迪的邮政编码为42540，INSEE市镇编码为42249。

## 政治
圣瑞斯特拉庞迪所属的省级选区为勒科托县。

## 人口

1962-2008年间圣瑞斯特拉庞迪人口变化图示

圣瑞斯特拉庞迪于2022年1月1日时的人口数量为1644人。